# 埼玉県道27号東松山鴻巣線

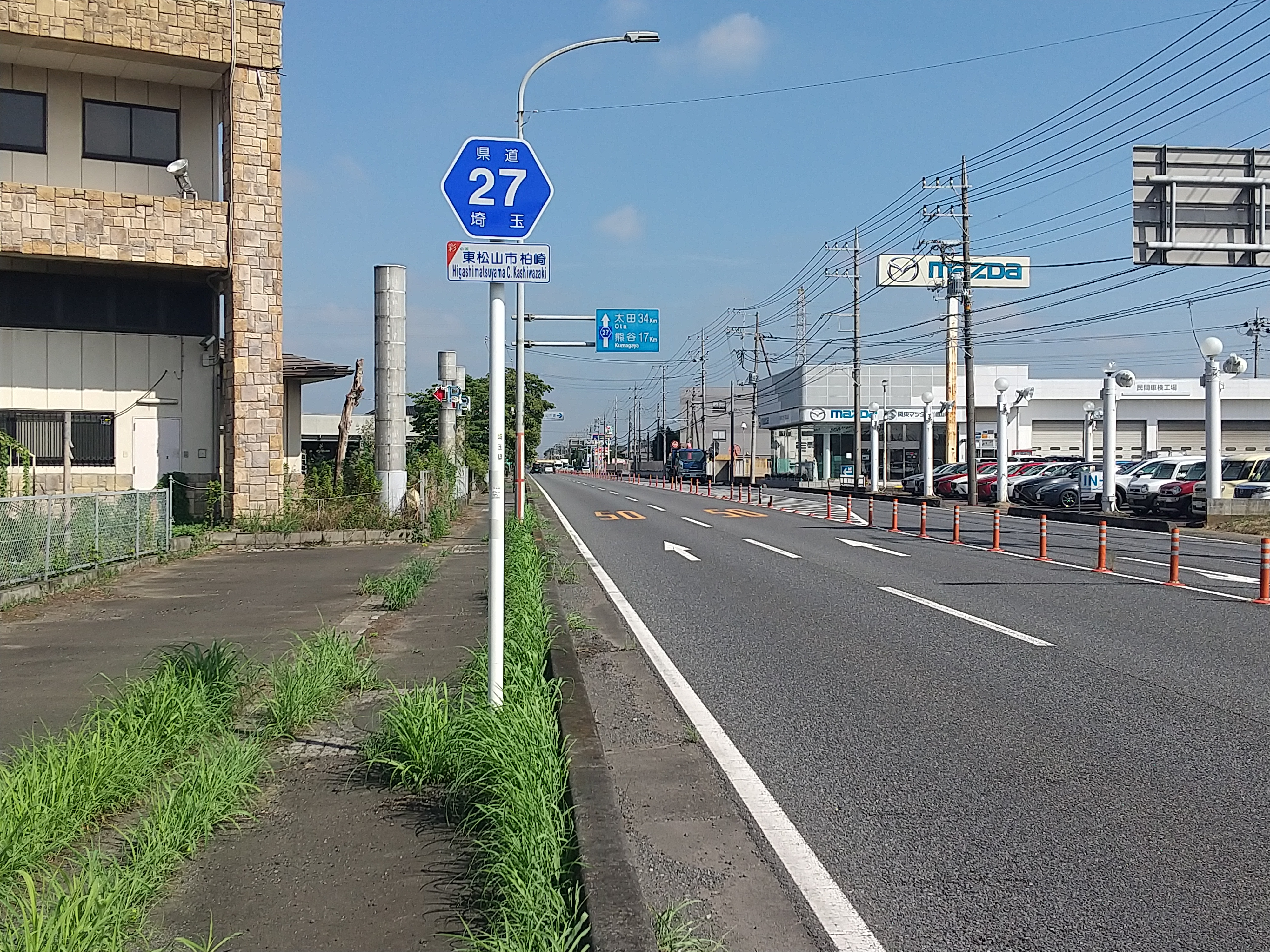
東松山市柏崎交差点付近

埼玉県道27号東松山鴻巣線（さいたまけんどう27ごう ひがしまつやまこうのすせん）は、埼玉県東松山市から鴻巣市に至る県道（主要地方道）。鴻巣市側では東松山県道とも呼ばれる。

## 路線データ
- 起点：埼玉県東松山市 国道254号交点（柏崎交差点）
- 終点：埼玉県鴻巣市 国道17号交点（天神交差点）
- 陸上距離：11,993 m

## 概要
東松山市-吉見町間はかつて、現在の埼玉県道66号行田東松山線（旧国道407号）の松本町交差点から久米田交差点間が指定されていたが、新宿小南交差点から久米田交差点間のバイパスが2012年3月24日に開通した為、それぞれ東松山市道・吉見町道に降格された。
また、吉見町下細谷-古名新田の荒川手前の間も、1990年代から2006年頃にかけて新道が建設され、こちらの道路へ付け替えられて旧道の起点側は自転車道の一部に転用されている。
起点に近い新宿小学校南交差点では国道407号と、終点の天神2丁目交差点では埼玉県道38号加須鴻巣線と直結していることから県南西部 - 県北東部を往来する幹線道路網の1つを形成しているが、吉見町から鴻巣市にかけての区間では旧来の2車線道路が残っており、右折帯のない吉見町役場前交差点や終点の天神2丁目交差点で渋滞が頻発している。
荒川-鴻巣市内の区間は、荒川を渡る区間は御成橋の手前は横堤の上を走っている（ちなみにこの付近は、川幅日本一と公認されている区間であり、吉見側の堤防上・横提付け根及び鴻巣側の御成橋の橋詰には記念碑が建てられている）。なお、鴻巣市内の区間は現在の御成橋が1965年に架け替えられた時と同時またはそれ以降に造られた新道である（旧道は現在の鴻中陸橋北西寄りの踏切で高崎線を渡り、鴻巣駅前に至っていた。なお、この踏切の名は「松山新道踏切」という）。
2022年4月1日に、新宿小学校(南) - 柏崎間が埼玉県道27号東松山鴻巣線に指定され、入れ替わる形で新宿小学校(南) - 下野本間は国道407号となった。

## 4車線化
前述の通り、東松山市から吉見町にかけての区間ではバイパス・新道の整備や拡張工事が行われた結果、2025年1月時点で国道407号線から降格した区間を含む東松山市柏崎交差点 - 新宿小学校南交差点 - 吉見町久米田付近と吉見町下細谷交差点付近から荒川自転車道付近までの区間が4車線で整備されている（新宿小南交差点はさらに立体化される予定であり、中央部は立体部建設用地が確保されている）。2025年現在、4車線化区間に挟まれる形となっている吉見町久米田交差点 - 吉見町下細谷交差点までの区間において4車線化事業が進められている。
一方、吉見町の荒川自転車道付近から鴻巣市にかけての区間では4車線化に向けた動きが無く、渋滞が頻発していることもあって県議会議員などから4車線化整備要望が行われている（なお、埼玉県東松山県土整備事務所の案内図によると、横堤区間は“暫定2車線供用区間”とされているが、御成橋から上尾道路との交点予定地までの間は単なる“2車線区間”とされている）。家屋が立ち並ぶ横堤上を走っていたり、それと一体化している御成橋の扱いなど、構造的な課題があるが、議論が進み、横堤から御成橋を超えて、上尾道路との交点予定地までを4車線に拡大する都市計画道路の計画変更が予定されている）。

## 路線状況

### 道路施設

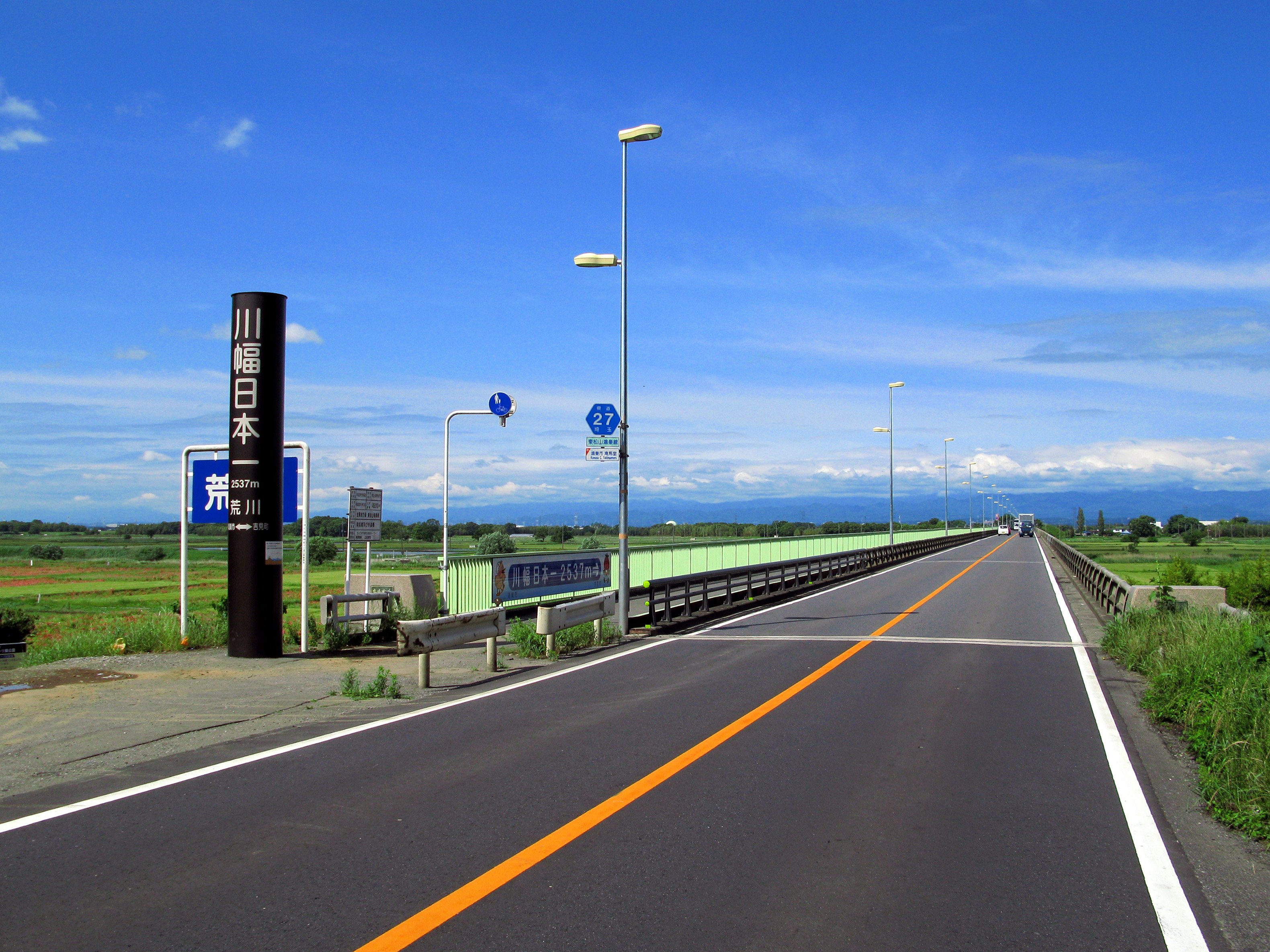
川幅日本一の碑と看板

#### 橋梁
- 城南新宿橋（市野川、東松山市山崎町 - 吉見町大字西吉見）
- 御成橋（荒川、鴻巣市滝馬室）：荒川を渡る御成橋の両端には、川幅日本一を謳う看板が設置されている。
- 鴻中陸橋（JR高崎線、鴻巣市逆川 - 同市本町）

#### 道の駅
- いちごの里よしみ（比企郡吉見町）

## 地理

### 通過する自治体
- 埼玉県
  - 東松山市
  - 比企郡吉見町
  - 鴻巣市

### 交差する道路
| 交差する道路                                                | 交差する道路                                                | 交差点名     | 所在地       |
| ----------------------------------------------------------- | ----------------------------------------------------------- | ------------ | ------------ |
| 国道254号                                                   | 国道254号                                                   | 柏崎         | 東松山市     |
| 国道407号（東松山バイパス）                                 | 国道407号（東松山バイパス）                                 | 新宿小（南） | 東松山市     |
|                                                             | 埼玉県道33号東松山桶川線                                    | 久保田       | 比企郡吉見町 |
| 埼玉県道345号小八林久保田下青鳥線                           | 埼玉県道345号小八林久保田下青鳥線                           | 吉見町役場前 | 比企郡吉見町 |
| 大里比企広域農道                                            | 大里比企広域農道                                            | 下細谷       | 比企郡吉見町 |
| 埼玉県道76号鴻巣川島線                                      | 埼玉県道76号鴻巣川島線                                      | 古名         | 比企郡吉見町 |
| 埼玉県道155号さいたま武蔵丘陵森林公園自転車道線（立体交差） | 埼玉県道155号さいたま武蔵丘陵森林公園自転車道線（立体交差） | 古名         | 比企郡吉見町 |
| 埼玉県道164号鴻巣桶川さいたま線                             | 埼玉県道57号さいたま鴻巣線                                  | 本町         | 鴻巣市       |
| 国道17号（大宮バイパス）                                    | 国道17号（大宮バイパス）                                    | 天神2丁目    | 鴻巣市       |
| 埼玉県道38号加須鴻巣線 加須方面                             |                                                             |              |              |

### 沿線
| 施設                      | 所在地   | 所在地 |
| ------------------------- | -------- | ------ |
| 萬松寺                    | 東松山市 | 柏崎   |
| 天神沼                    | 吉見町   | 久米田 |
| 無量寺                    | 吉見町   | 久保田 |
| 東松山警察署 吉見東駐在所 | 吉見町   | 谷口   |
| 吉見町立東第一小学校      | 吉見町   | 東野   |
| 鴻巣消防署鴻巣西分署      | 鴻巣市   | 滝馬室 |
| 勝願寺                    | 鴻巣市   | 本町   |
| 鴻巣市立鴻巣東小学校      | 鴻巣市   | 本町   |

## ギャラリー

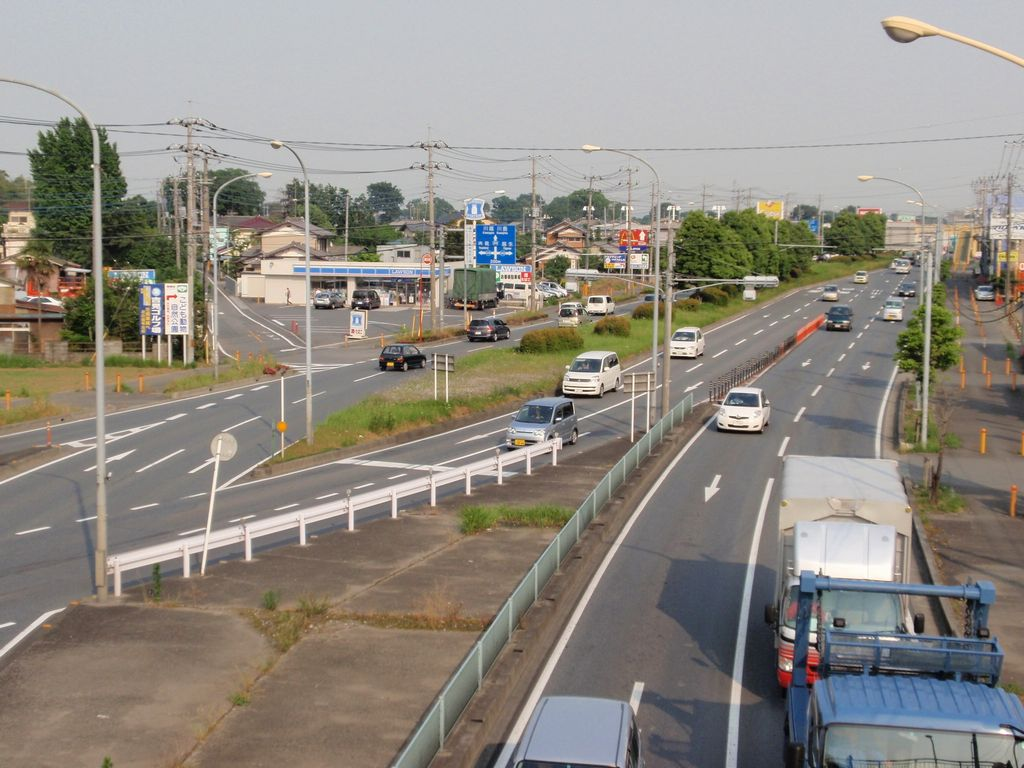
柏崎交差点。国道254号との分岐点。左に向かう道が東松山バイパス
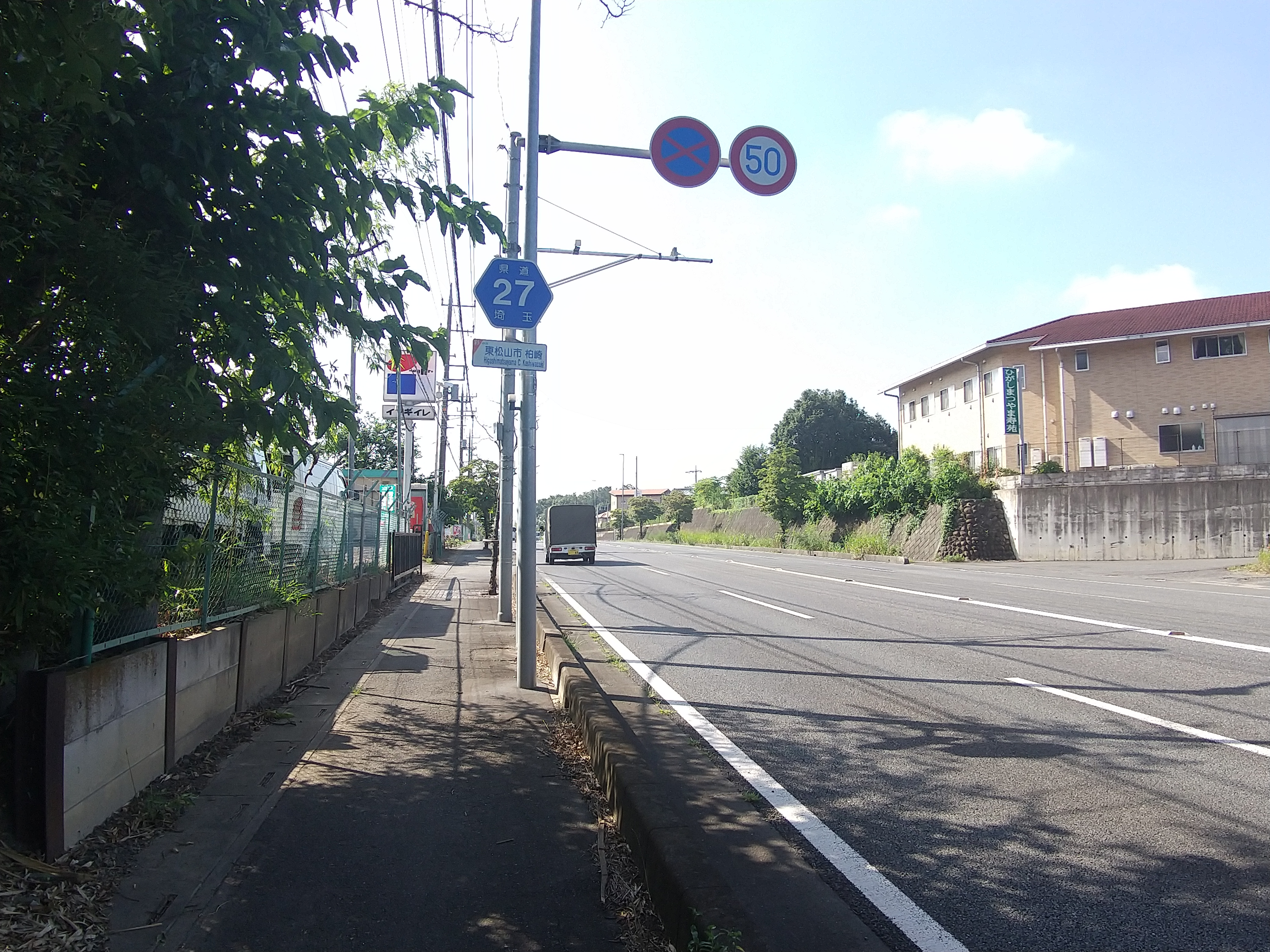
東松山市柏崎付近
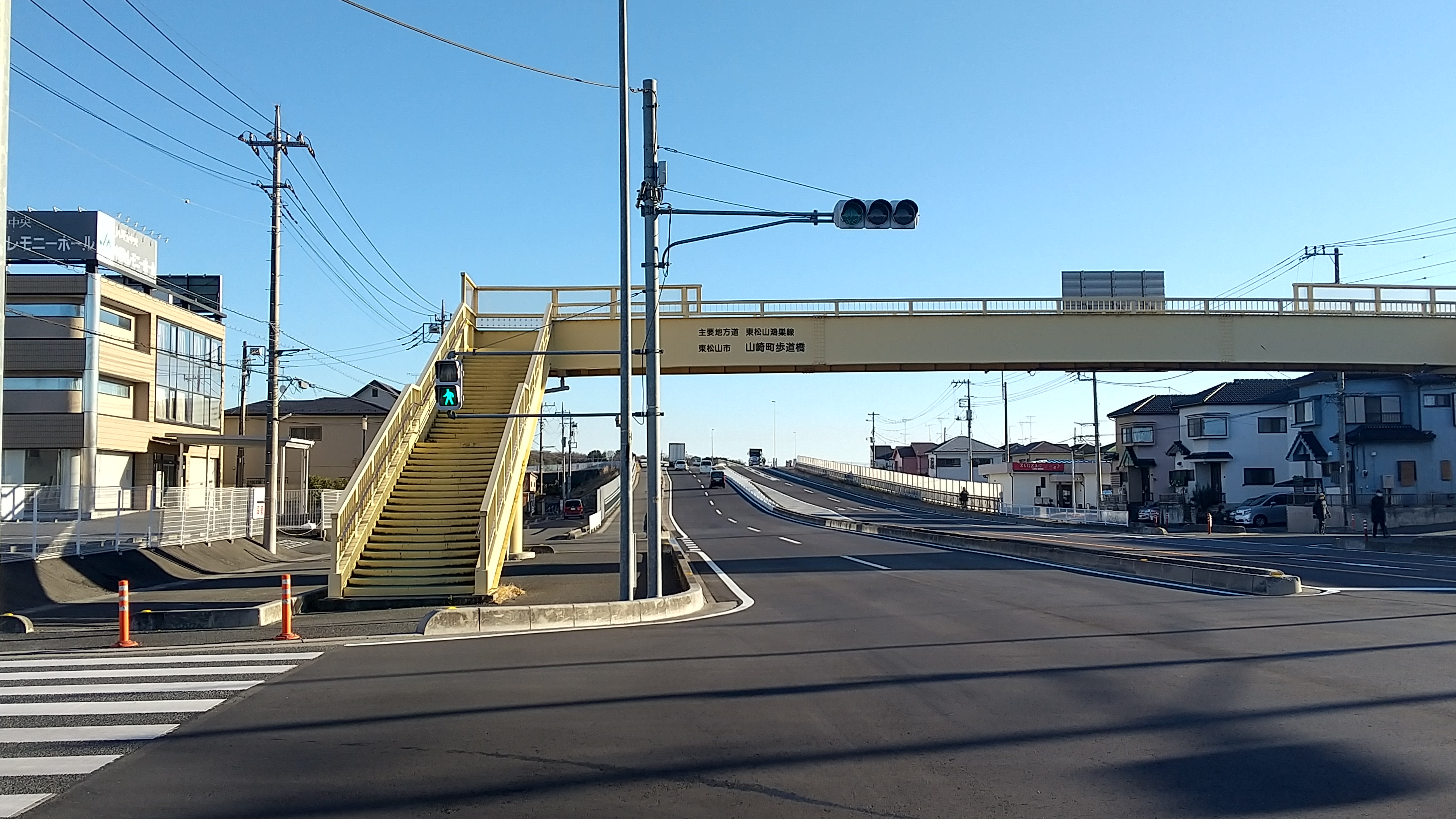
東松山市新宿町付近
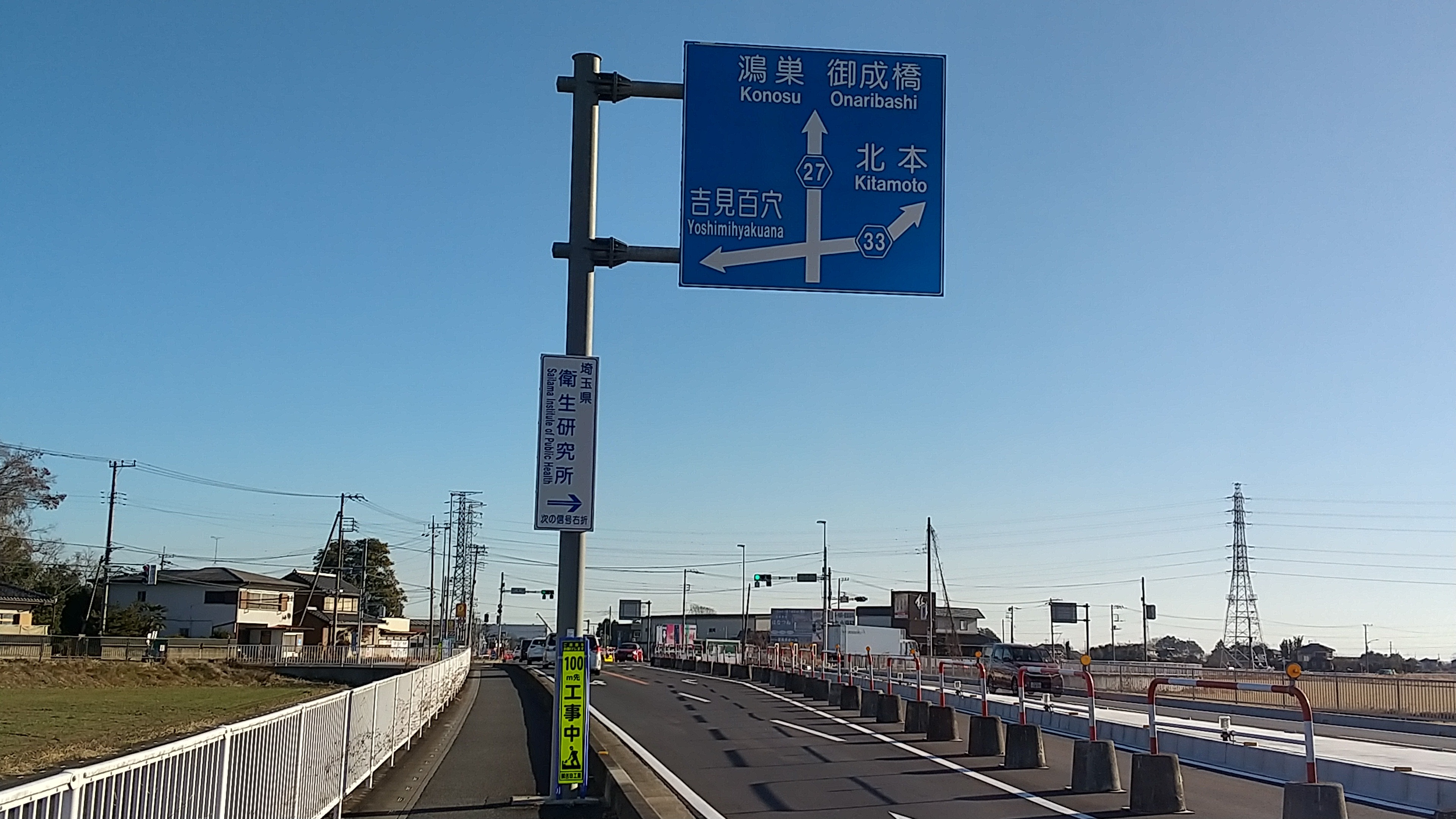
比企郡吉見町西吉見付近
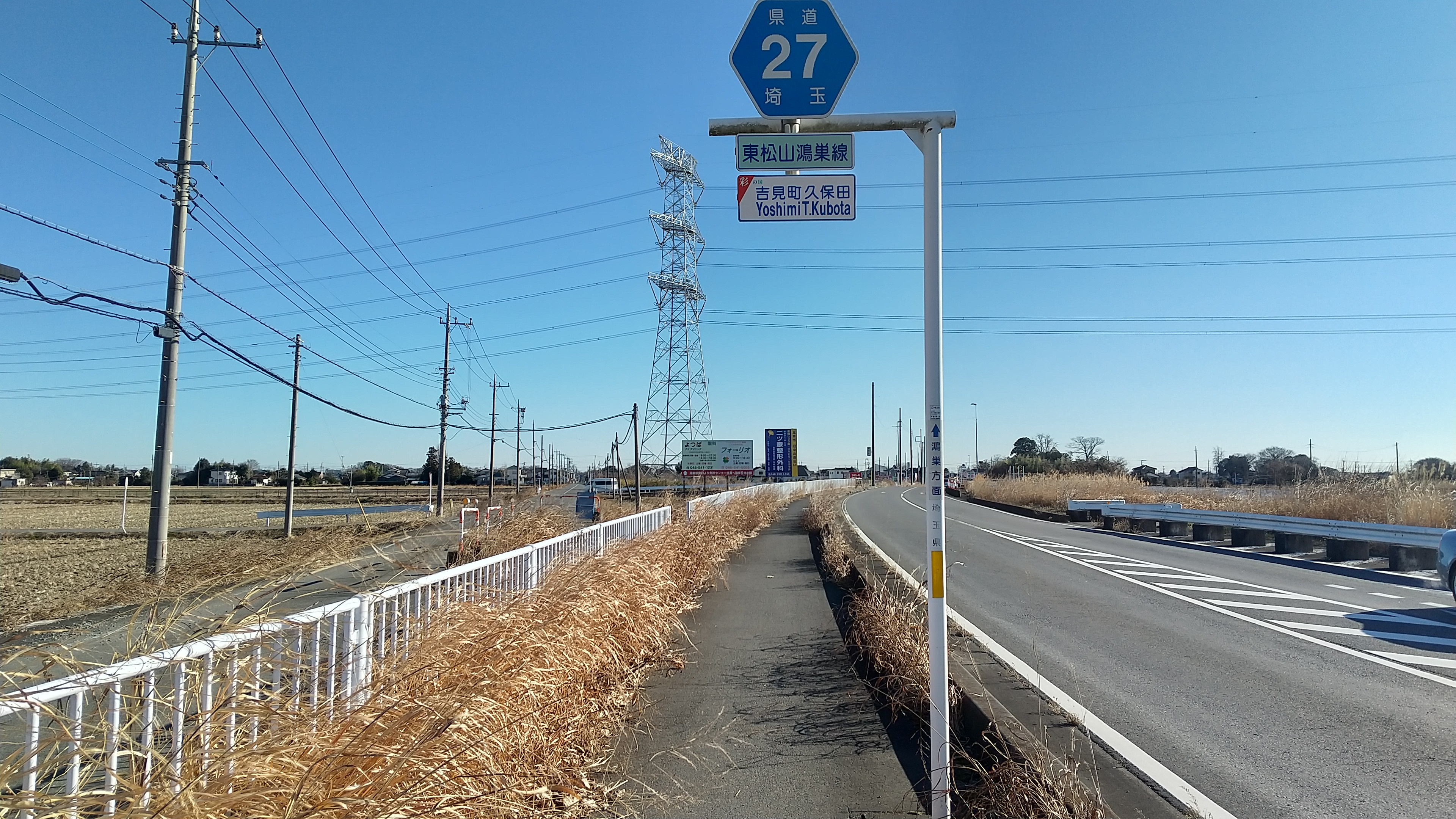
比企郡吉見町久保田付近
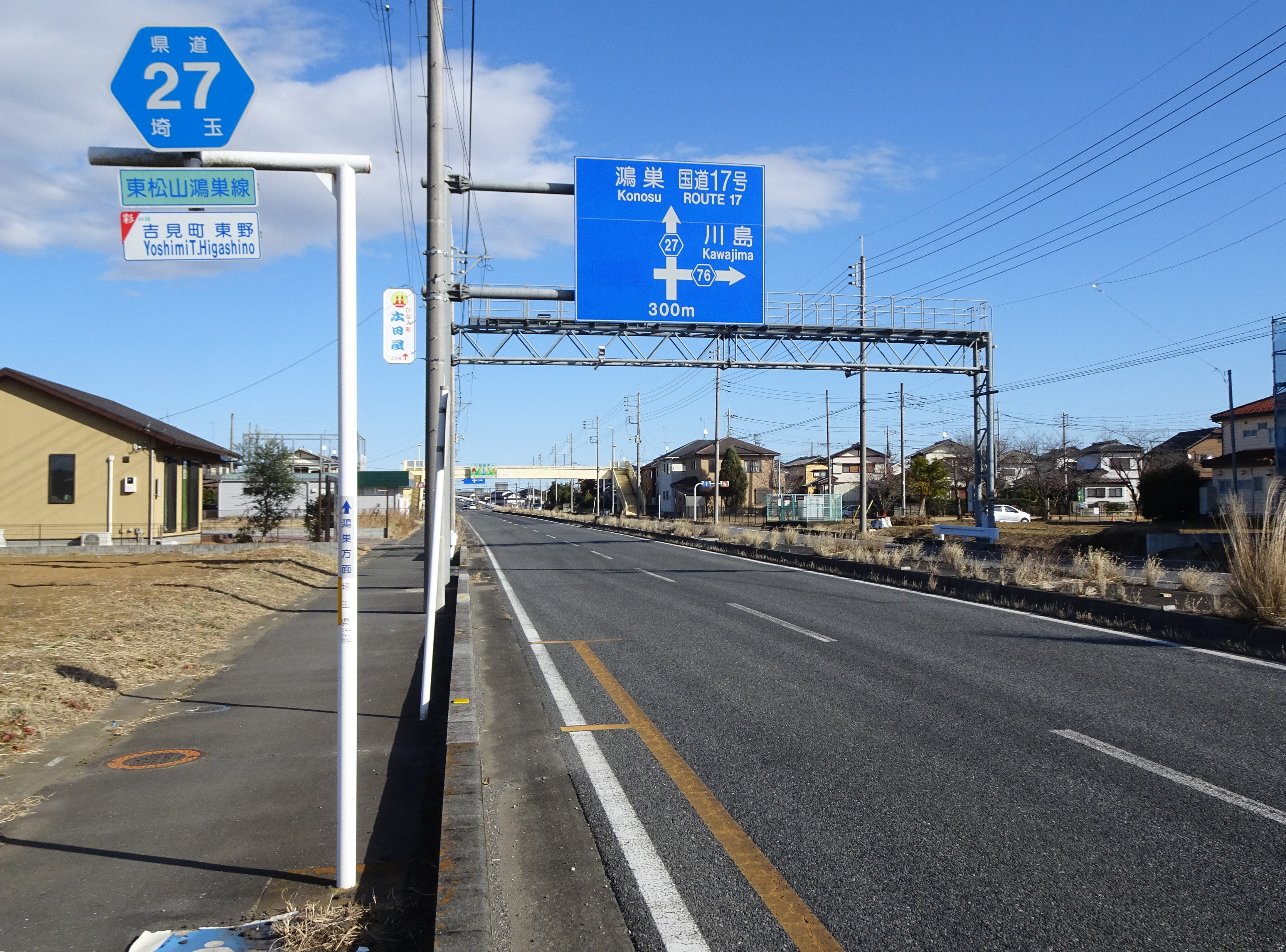
比企郡吉見町東野付近
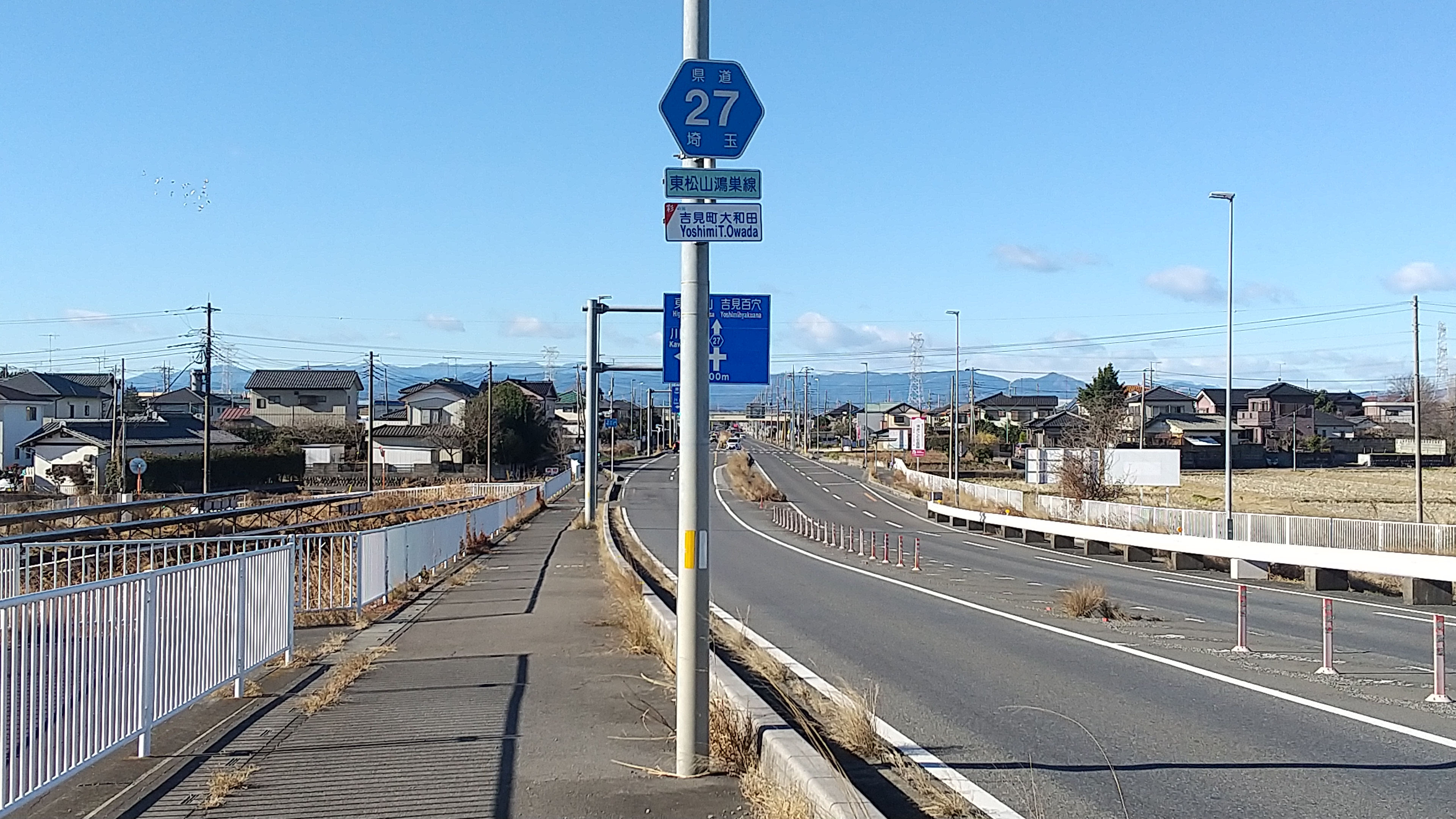
比企郡吉見町大和田付近
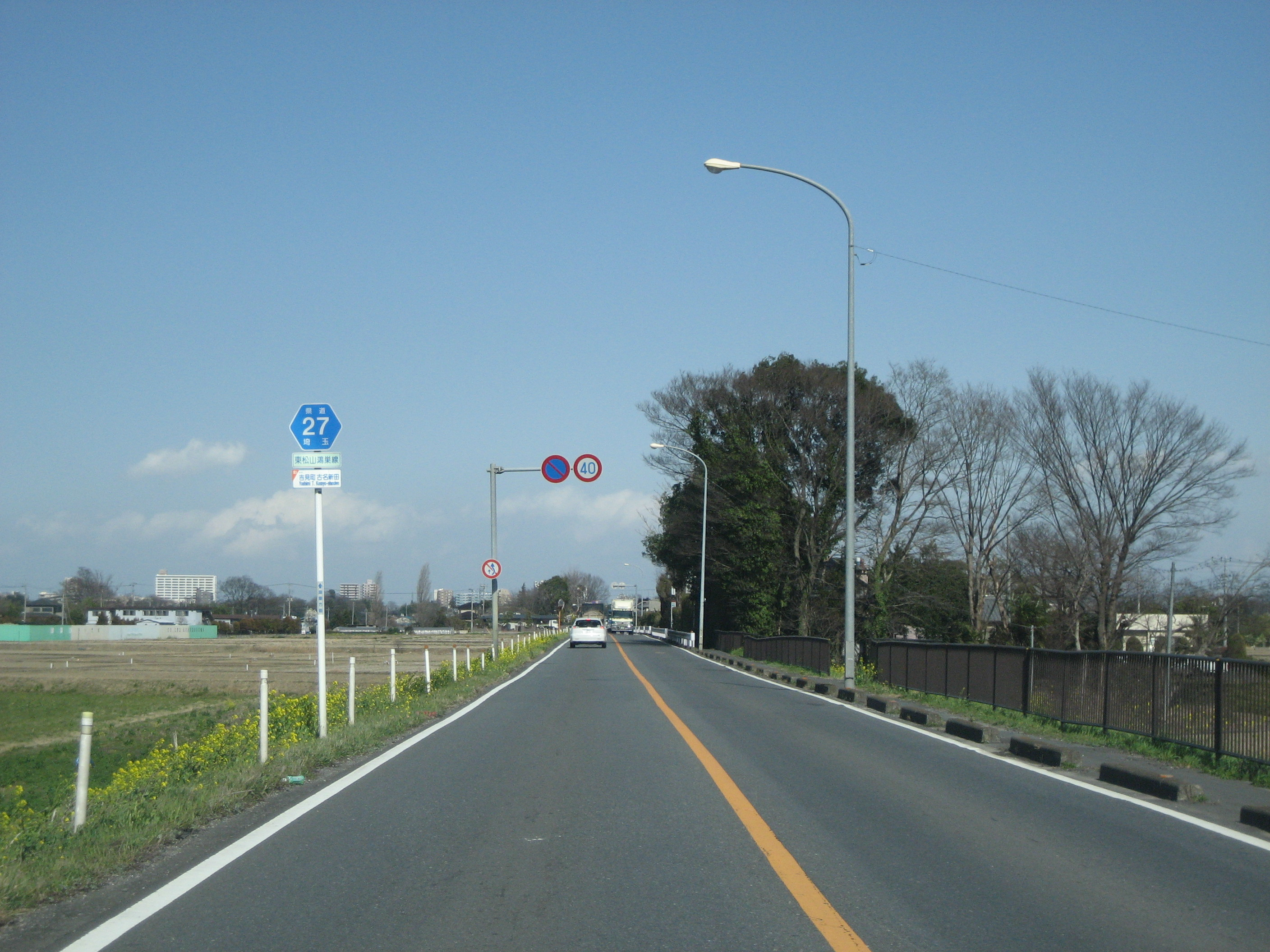
比企郡吉見町古名新田付近